# كارولين أونيل
كارولين أونيل (بالإنجليزية: Caroline O'Neill)‏ هي ممثلة بريطانية، ولدت في 2 فبراير 1958 في مانشستر في المملكة المتحدة.

## وصلات خارجية
- كارولين أونيل على موقع IMDb (الإنجليزية)
- كارولين أونيل على موقع قاعدة بيانات الفيلم (الإنجليزية)